# Schmelzenthalpie
Die Schmelzenthalpie {\displaystyle \textstyle H_{\text{fus}}} (engl. enthalpy of fusion, veraltet auch Schmelzwärme oder Schmelzenergie, wobei letzter Begriff genaugenommen etwas anderes bedeutet, s. u.) bezeichnet die Energiemenge, die benötigt wird, um eine Stoffprobe an ihrem Schmelzpunkt bei konstantem Druck (isobar) zu schmelzen, also vom festen in den flüssigen Aggregatzustand zu überführen.
Die zugeführte Energie wird dazu aufgewendet, anziehende intermolekulare Kräfte zwischen den Teilchen (Atome, Moleküle oder Ionen) der Probe zu überwinden, so dass beim Schmelzen die Geschwindigkeit der Teilchen und damit die Temperatur des Stoffes nicht ansteigen (unendliche Wärmekapazität).
Die Schmelzenthalpie eines Stoffes weist den gleichen Betrag auf wie die Kristallisationsenthalpie, die bei seiner Kristallisation frei wird. Um zu kennzeichnen, dass die Probe (das System) beim Schmelzen Energie aufnimmt und beim Erstarren abgibt/verliert, weist die Schmelzenthalpie ein positives und die Kristallisationsenthalpie ein negatives Vorzeichen auf:
{\displaystyle \textstyle H_{\text{fus}}=-H_{\text{erstarr}}>0}

## Größen und Einheiten

### Schmelzenthalpie
Die Schmelzenthalpie ist eine Energie. Im Internationalen Größensystem (ISQ) hat sie daher die Dimension
{\displaystyle \dim H_{\text{fus}}={\mathsf {L}}^{2}\cdot {\mathsf {M}}\cdot {\mathsf {T}}^{-2}}
und somit im Internationalen Einheitensystem (SI) die kohärente Einheit Joule:
{\displaystyle \left[H_{\text{fus}}\right]={\frac {\mathrm {kg} \cdot \mathrm {m} ^{2}}{\mathrm {s} ^{2}}}=\mathrm {J} }

### Spezifische Schmelzenthalpie
Die zur Schmelzenthalpie gehörige Stoffkonstante ist die spezifische Schmelzenthalpie {\displaystyle \textstyle h_{\text{fus}}}. Sie ist die Schmelzenthalpie einer Probe des Stoffes, bezogen auf die Masse {\displaystyle \textstyle m} der Probe:
{\displaystyle h_{\text{fus}}={\frac {H_{\text{fus}}}{m}}}
Sie wird dementsprechend in der Einheit Joule pro Kilogramm angegeben:
{\displaystyle \left[h_{\text{fus}}\right]={\frac {\mathrm {J} }{\mathrm {kg} }}}

### Molare Schmelzenthalpie
In der Chemie ist statt der spezifischen die molare Schmelzenthalpie {\displaystyle \textstyle H_{\text{m,fus}}} gebräuchlich. Sie ist die Schmelzenthalpie, bezogen auf die Stoffmenge {\displaystyle \textstyle n}:
{\displaystyle H_{\text{m,fus}}={\frac {H_{\text{fus}}}{n}}}
Die Einheit lautet somit Joule pro Mol:
{\displaystyle \left[H_{\text{m,fus}}\right]={\frac {\mathrm {J} }{\mathrm {mol} }}}
Um bei typischen Stoffen handliche Zahlenwerte zu erhalten, werden die Werte der molaren Schmelzenthalpie gewöhnlich nicht in Joule pro Mol (J/mol), sondern in Kilojoule pro Mol (kJ/mol) angegeben. Beim Rechnen mit molaren Enthalpien in kJ/mol ist zu beachten, dass diese Einheit nicht kohärent ist.
Die spezifische Schmelzenthalpie und die molare Schmelzenthalpie lassen sich mithilfe der molaren Masse {\displaystyle M={\tfrac {m}{n}}}  des betrachteten Stoffs ineinander umrechnen:
{\displaystyle h_{\text{fus}}={\frac {H_{\text{m,fus}}}{M}}}
Das von der IUPAC für die molare Schmelzenthalpie empfohlene Größenzeichen lautet abweichend {\displaystyle \textstyle \mathrm {\Delta } _{\text{fus}}H}.

## Zusammenhang mit der Schmelzenergie
Die Schmelzenthalpie ergibt sich aus der Differenz der Enthalpie {\displaystyle H_{\text{(l)}}} des gebildeten flüssigen und der Enthalpie {\displaystyle H_{\text{(s)}}} des umgewandelten festen Stoffes:
{\displaystyle \Delta _{\text{fus}}H=H_{\text{(l)}}-H_{\text{(s)}}}
Analog ergibt sich die Schmelzenergie aus der Differenz deren inneren Energien:
{\displaystyle \Delta _{\text{fus}}U=U_{\text{(l)}}-U_{\text{(s)}}}
Aufgrund der fundamentalen thermodynamischen Beziehung
{\displaystyle H=U+p\cdot V}
ergibt sich damit folgender Zusammenhang zwischen Schmelzenthalpie und -energie:
{\displaystyle \Delta _{\text{fus}}H=\Delta _{\text{fus}}U+p\cdot \left(V_{\text{(l)}}-V_{\text{(s)}}\right)}